# MTV Unplugged (album, Shakira)
MTV Unplugged je album s živým vystoupením kolumbijské zpěvačky Shakiry z roku 1999, vydané roku 2000 jako CD a roku 2002 jako DVD. Toto album je hodnoceno jako jedno z jejích nejlepších živých vystoupení, které jí otevřelo cestu i do anglicky mluvícího světa.

## Seznam skladeb
1. „Intro/Octavo Día“ (Shakira/Mendez) – 6:21
2. „Si Te Vas“ (Shakira/Ochoa) – 3:40
3. „¿Dónde Están los Ladrones?“ (Shakira/Ochoa) – 3:32
4. „Moscas en la Casa“ (Shakira) – 3:52
5. „Ciega, Sordomuda“ (Shakira/Salgado) – 4:09
6. „Inevitable“ (Ochoa/Shakira) – 3:39
7. „Estoy Aquí“ (Shakira/Ochoa) – 4:58
8. „Tú“ (Shakira/O'Brien) – 5:22
9. „Sombra de Ti“ (Shakira/Ochoa) – 4:07
10. „No Creo“ (Shakira/Ochoa) – 4:08
11. „Ojos Así“ (Flores/Garza/Shakira) – 6:50

## Singly
- No Creo
- Ojos Así
- Donde Estan Los Ladrones
- Moscas En La Casa